# 吳錫疇
吴锡畴（?—?），字元伦，号兰皋，休宁上山人。

## 生平
早年師從程若庸，咸淳年间，叶阊聘他为白鹿洞书院堂长，未能赴任。景炎元年卒，享年六十二歲。有《兰皋集》二卷。

## 家族
祖父吳儆之。父亲吴垕。